# كركوك
كَرْكُوك هي مدينة عراقية ومركز محافظة كركوك الواقعة شمال البلاد، وهي إحدى أهم المدن النفطية في العراق. كانت كركوك عاصمة لإيالة شهرزور أبان حكم الدولة العثمانية، وتعد المدينة حاليا في قلب الصراع في المناطق المتنازع عليها بين الحكومة العراقية وحكومة إقليم كردستان، حيث شهدت محافظة كركوك صراعات قومية طويلة الأمد. ففي خلال القرن العشرين شهدت المنطقة تغييرات ديموغرافية واسعة خاصة بعد اكتشاف النفط فيها، لتطلق الحكومة العراقية آنَذاك عمليات تعريب سكانية وثقافية مما أدى إلى زيادة نسبة العرب في السكان الكرد في المدينة. خلال حكم حزب البعث، كانت المحافظة تسمى محافظة التأميم (نسبة إلى تأميم شركة نفط العراق) إلى أن أعلن رئيس مجلس المحافظة رزكار علي كردي عام 2003، إعادة الاسم إلى كركوك بعد الاحتلال الأمريكي للعراق.

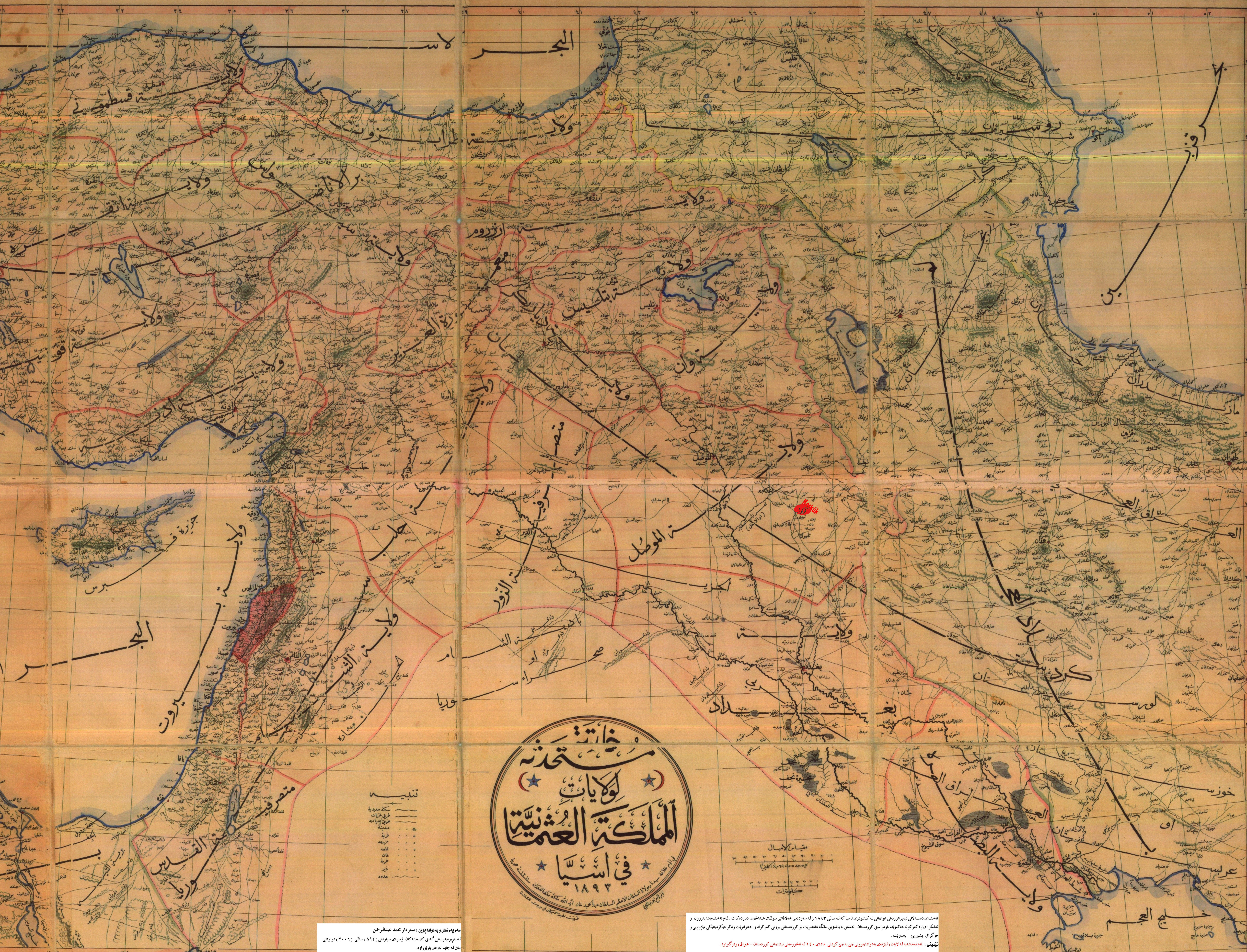
خريطة من عهد عبد الحميد الثاني لأراضي الدولة العثمانية في الشرق الأوسط، حيث تظهر كركوك ضمن «ولاية الموصل».

## التسمية
كانت كركوك تسمى قديما أررابخا خلال عند الحوريين. وخلال الحقبة الفرثية، ذكر بطليموس اسم كوركورا، والتي يُعتقد أنها تشير إما إلى كركوك أو إلى موقع بابا كركر الواقع بالقرب من مدينة كركوك. واختلف الباحثون في أصل اسم كركوك، حيث يرجعها البعض إلى اللفظة السريانية  كرخا د-بيث سلوخ وتعني «قلعة السلوقيين» باللغة الآرامية.
عرفت المنطقة المحيطة بالمدينة باسم باجرمي، والذي يعتقد بأنه من الممكن أن يكون من أصل سرياني بمعنى «بيت العظام» في إشارة إلى عظام الأخمينيين. ويعتقد أيضا أن المنطقة كانت معروفة خلال الفترتين الفرثية والساسانية باسم گرمكان، والتي تعني "الأرض الساخنة"، حيث تعني كلمة "گرم" الفارسية حَرّ.

## التاريخ
يعتبر وقت احتلال الصفويين لكردستان في عهد الشاه إسماعيل الصفوي هو النقطة الزمنية التي بدأ فيها الاستيطان القسري للتركمان في المنطقة.[بحاجة لمصدر] حاول الصفويون فرض عقيدة «القزلباشي» الشيعية على الكرد في المنطقة في محاولة منهم لاستبدال المسلمين السنة. حاول العثمانيون، الذين تبعوا الصفويين، في البداية مصادقة الكرد لتحريضهم على الانتفاض ضد الشيعة الصفويين. سمح ذلك للأمراء الكرد باستعادة سيادتهم في بعض أجزاء إماراتهم، بما في ذلك منطقتي أربيل وكركوك، التي استعادها سعيد بك شاه علي، أمير إمارة سوران. أصبحت كردستان ساحة معركة لفترة طويلة بين الشيعة الصفويين، والعثمانيين السنة خاصة خلال فترات حكم شاه طهماسب، وشاه عباس، وشاه طهماسب قولي خان (نادر شاه) والسلطانين العثمانيين سليمان القانوني ومراد الرابع. أدى موقع كركوك الاستراتيجي إلى كما القوى الإقليمية للسيطرة عليها عدة مرات خلال هذه الحروب.
يقول الكاتب الكردي نوري الطالباني: "وبعد فترة وجيزة من ضم الدولة العثْمانيَّة لكردستان، أدرك السلاطين العثمانيون مثلما أدرك الصفويون من قبلهم أهمية كركوك بالنسبة لطرق التجارة والنقل الحيوية التي تمر عبرها والتي تربط الأناضول بالعراق وإيران. ونتيجة لذلك شجع الجانبان رعاياهم وأفراد الجيش على الاستقرار في المدن والبلدات المنتشرة على طول الطريق الذي يعرفه المؤرخون باسم «طريق السُّلْطان»، والذي يبدأ من تلعفر والموصل شمالاً مروراً بأربيل وآلتون كوبري وكركوك وداقوق وكفري حتى بغداد من جهة ومدينتي خانقين ومندلي من جهة أخرى، ثم يستمر حتى كرمانشاه وهمدان وغيرها من المدن في إيران".

### كركوك في الدليل العثماني

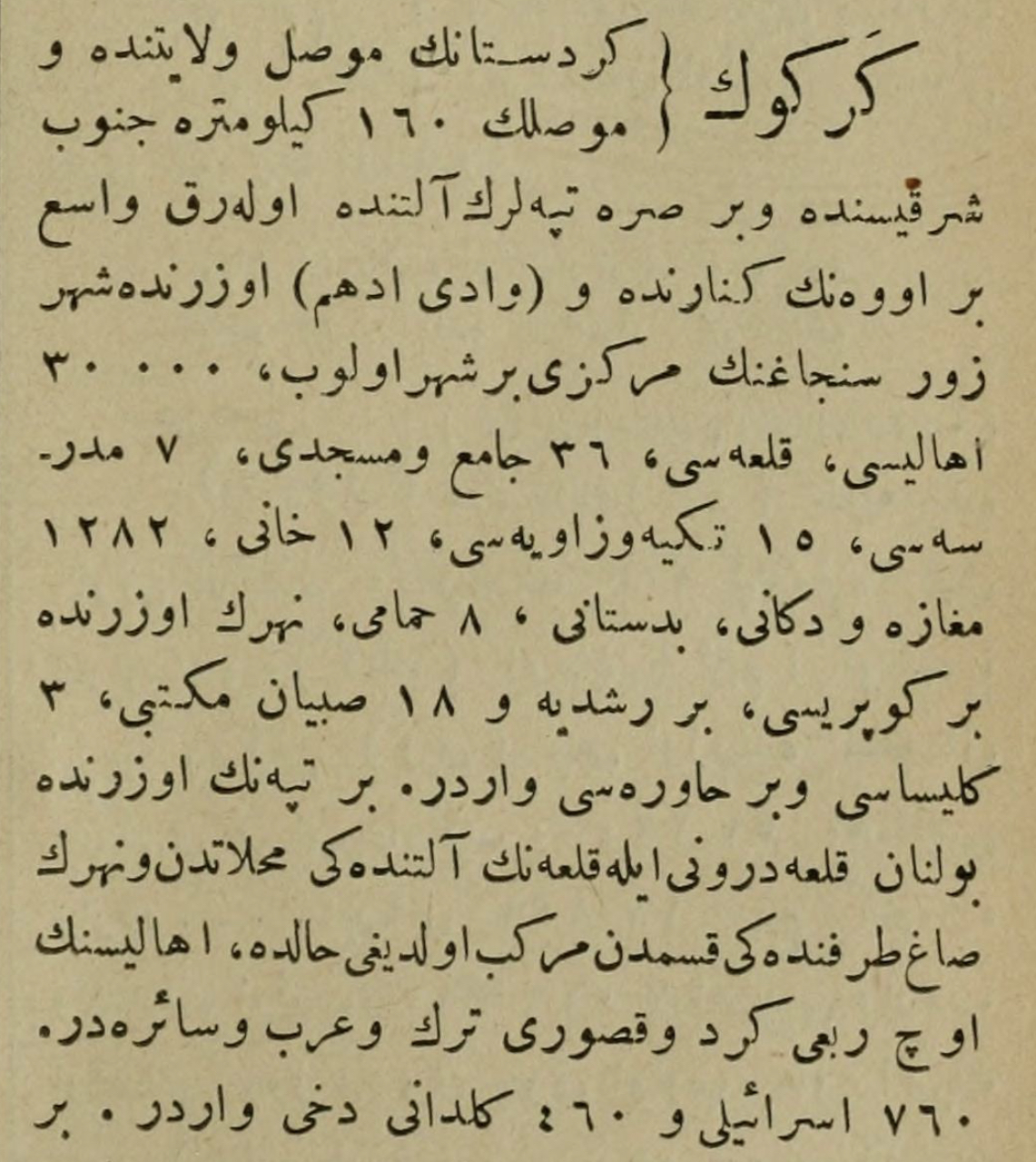
كركوك في قاموس الأعلام، أضخم دائرة معارف في العهد العثماني.

تطرق شمس الدين سامي فراشري، وهو كاتب عثماني إلى مدينة كركوك في المجلد الخامس من قاموس الأعلام - الدائرة المعرفية الأضخم في عهد الدولة العثمانية - ويقول أن كركوك تقع في الجنوب الشرقي من ولاية الموصل في كردستان ويبلغ عدد سكانها 30 ألف نسمة، تضم المدينة قلعة و36 مسجداً وسبع مدارس و15 تكية وحجرة و1282 محلاً وثمانية حمامات، كما استشهد الكاتب كذلك بمعالم كركوك التي ما زالت حاضرة إلى الآن. وبت فراشري، الذي كان شاهداً على العصر وقتئذ، في نسبة السكان الكرد في المدينة حيث ذكر بأن الكرد يشكلون ثلاثة أرباع أهالي كركوك والباقي هم ترك وعرب و760 يهودي و460 وكلداني.

## السكان

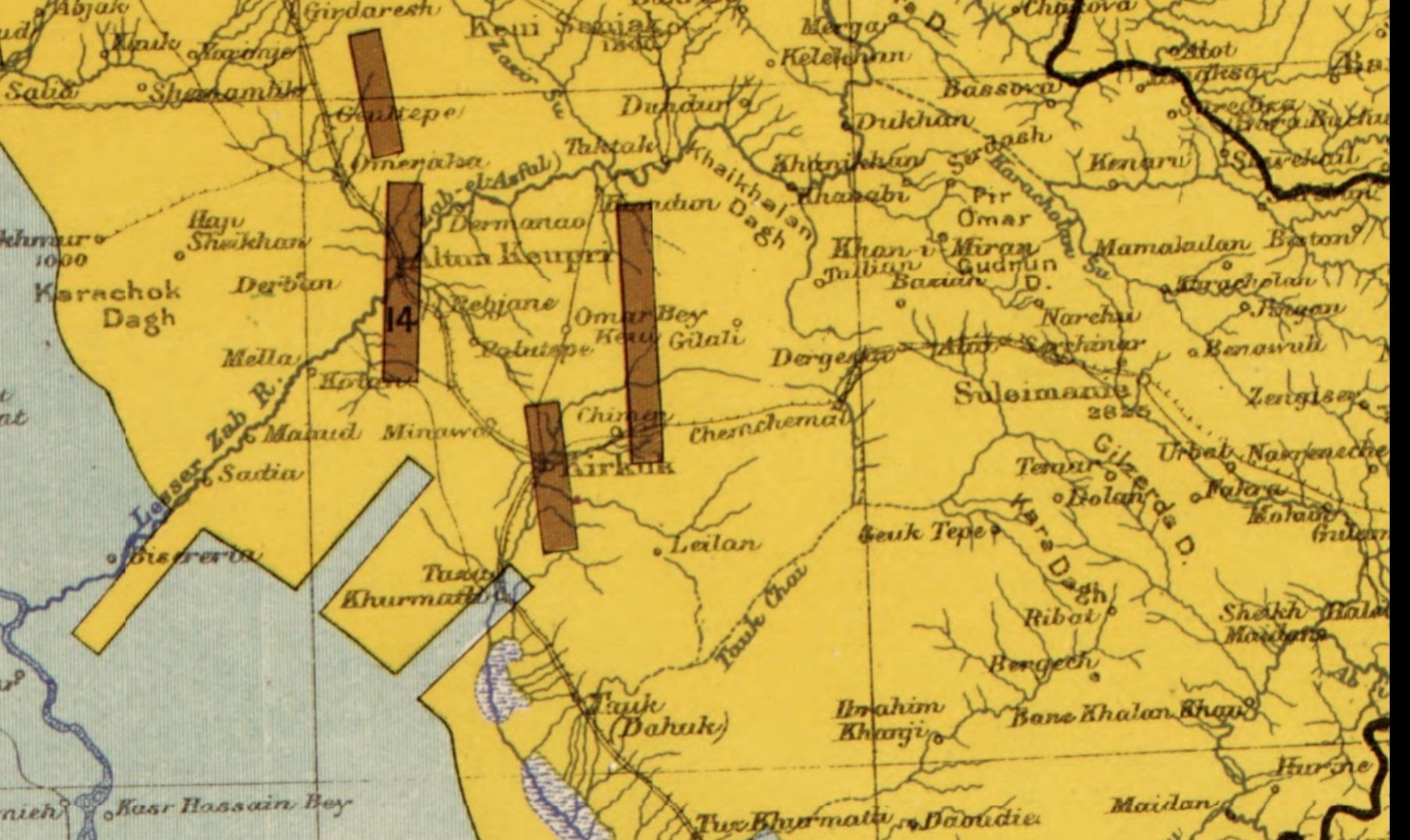
كركوك في خريطة مونسيل البريطانية الإثنوغرافية، والمنشورة في عام 1910. حيث تظهر الكرد بالأصفر والعرب بالأزرق والناطقين باللغة التركية (تركمان) بالبُنّيّ.

بلغ عدد سكان مدينة كركوك في أواخر القرن التاسع عشر 30 ألف نسمة، ثلاثة أرباعهم من الكرد والبقية أتراك وعرب إضافة إلى 760 نسمة من اليهود و460 نسمة من الكلدان بحسب قاموس الأعلام. تعتبر اليوم خامس أكبر مدينة في العراق من حيث عدد السكان البالغ حوالي 900 ألف نسمة حسب إحصاء 2014، ومليون و75 ألف نسمة لعام 2023 وفقا لكتاب حقائق العالم. ويسكنها العرب والكرد والتركمان السنة والآشوريون.

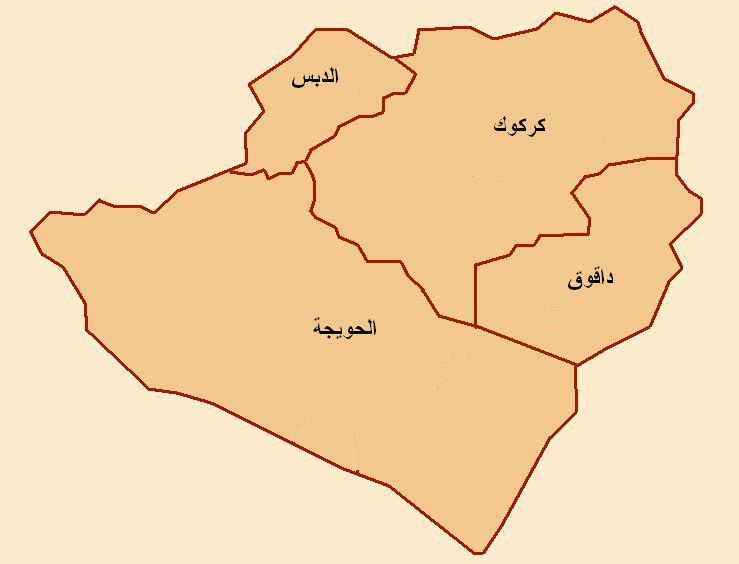
التقسيم الاداري لمحافظة كركوك

### إحصاء عام 1957 م
يذكر إحصاء أجرته السلطات عام 1957 أن السكان قسموا إلى الفئات التالية بحسب اللغة الأم.
| المدينة   | السكان        |
| --------- | ------------- |
| التركية   | 45٬306(37.6%) |
| الكردية   | 40٬047(33.3%) |
| العربية   | 27٬127(22.5%) |
| السريانية | 1٬509(1.3%)   |
| العبرية   | 101(0.1%)     |

### إحصاء عام 1977 م
ضمت الحكومة العراقية ناحية الزاب وبعض المناطق العربية القريبة من محافظتي نينوى وصلاح الدين إلى محافظة كركوك، فازدادت أعداد العرب في محافظة كركوك، بينما ضمت مناطق كردية من محافظة كركوك إلى محافظة السليمانية ومحافظة أربيل وضمت منطقة (سليمان بيك ينكجة الطوز) إلى محافظة صلاح الدين.
| الفئة | العرب   | الكرد   | التركمان | المجموع |
| ----- | ------- | ------- | -------- | ------- |
| العدد | 218,755 | 184,875 | 80,347   | 483,977 |

### إحصاء عام 1997 م
يذكر إحصاء أجرته السلطات العراقية عام 1997 م أن السكان قسموا إلى الفئات التالية بحسب اللغة الأم.
| الفئة | العرب        | الكرد        | التركمان    | أخرى       | المجموع      |
| ----- | ------------ | ------------ | ----------- | ---------- | ------------ |
| العدد | 544,596 نسمة | 155,861 نسمة | 50,099 نسمة | 2,189 نسمة | 752,745 نسمة |

## جغرافيا المدينة

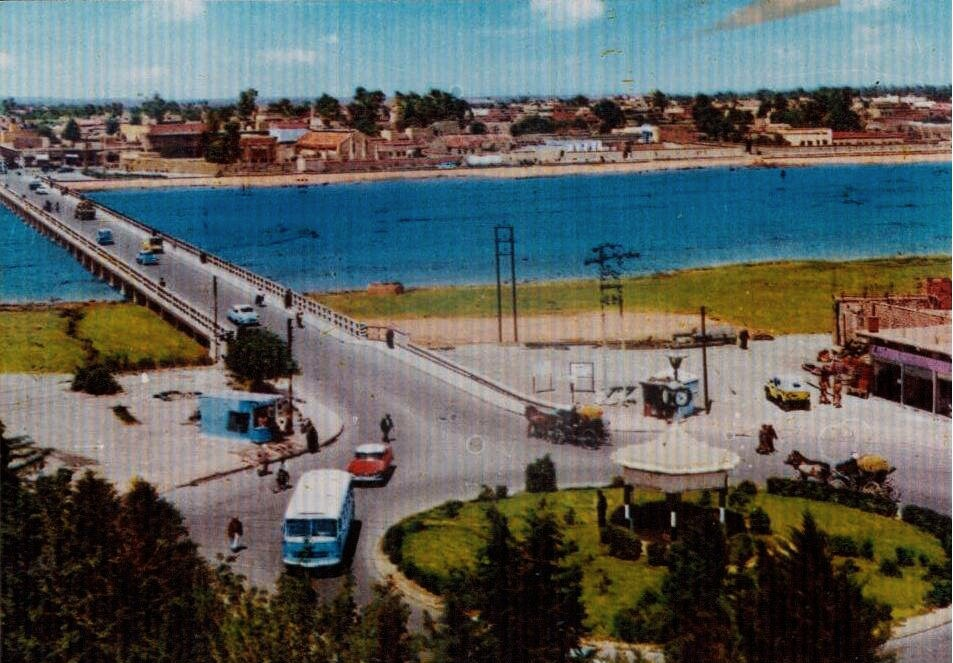
مدينة كركوك في السبعينيات

تبعد كركوك 240 كم شمال العاصمة بغداد، ويحدها من الغرب سلسلة جبال حمرين.
تعتبر مدينة كركوك من المدن العراقية المهمة والحيوية، ومن أهم العوامل التي لعبت دوراً في ذلك الثروات الباطنية كالنفط والغاز الطبيعي، إضافة إلى خصوبة أراضيها الزراعية، بالإضافة إلى موقعها الجغرافي والتجاري المتميز والذي يجعل منها حلقة وصل بين وسط العراق وشماله.

### المعالم القديمة في مدينة كركوك
- قلعة كركوك
- قيصرية كركوك
- قلعة جرمو
- مبنى القشلة

### مساجد وجوامع كركوك
- مرقد النبي دانيال
- جامع صهيب بن سنان.
- جامع النائب.
- مسجد الصديق.
- جامع دلي باش (القعقاع بن عمرو التميمي).
- جامع ملا احمد كرده (حبيب بن زيد).
- جامع ومرقد الامام قاسم.
- مسجد قيس بن ثابت (الملا عمر كومبتي).
- جامع الحاج مصطفى آل قيردار.
- جامع علي بك الجلالي.
- جامع سهيل بن عمرو.
- جامع وتكية الشيخ عبد الباقي.
- جامع وتكية السيد علي ابو علوك.
- جامع السيد أحمد خانقا.
- جامع الشيخ محمد حسام الدين الحاج كوثر.
- جامع محمد الغوث (مسجد القاضي).
- جامع نفتلي (حمزة بن عبد المطلب).
- جامع سعد بن أبي وقاص (جامع ملا قاوون).
- الجامع الكبير في القلعة.
- جامع المجيدية أو التكية الطالبانية.
- جامع وتكية السيد محمد نجيب الجباري.
- مسجد وتكية الشيخ عبد الكريم القطب.
- جامع الشيخ جكري.
- مسجد الشيخ جرجيس.
- تكية الشيخ حديد.
- جامع الكيلاني أو عبد الكريم النجار.

### أهم الأحياء السكنية
- الأحياء القديمة: قورية، بريادي، الشورجة، أحمد آغا، شاطرلو، إمام قاسم، تبه، الماس، القلعة، المصلى، تسعين، عرفة، ساحة طيران، حمزه لي، آزادي، رحيم آوه، الحديديين.
- الأحياء الجديدة: حي البعث، حي الواسطي، غرناطة، دوميز، واحد آذار، حي القادسية، پنجه علي، الممدودة، حي النصر، العسكري، العروبة، حي النور، حي المنتوجات، حي الشهداء، حي الوحدة، الأسرى والمفقودين، المعلمين، الضباط، 1 حزيران، الخضراء.

## حقول النفط

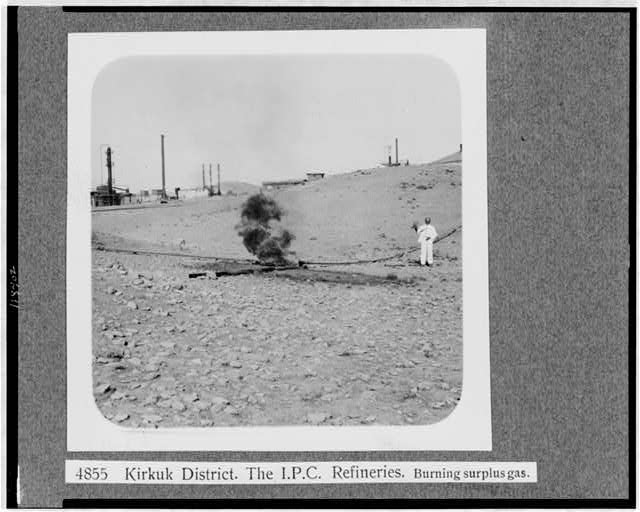
حرق الغاز المتسرب من حقل نفط في كركوك 1932

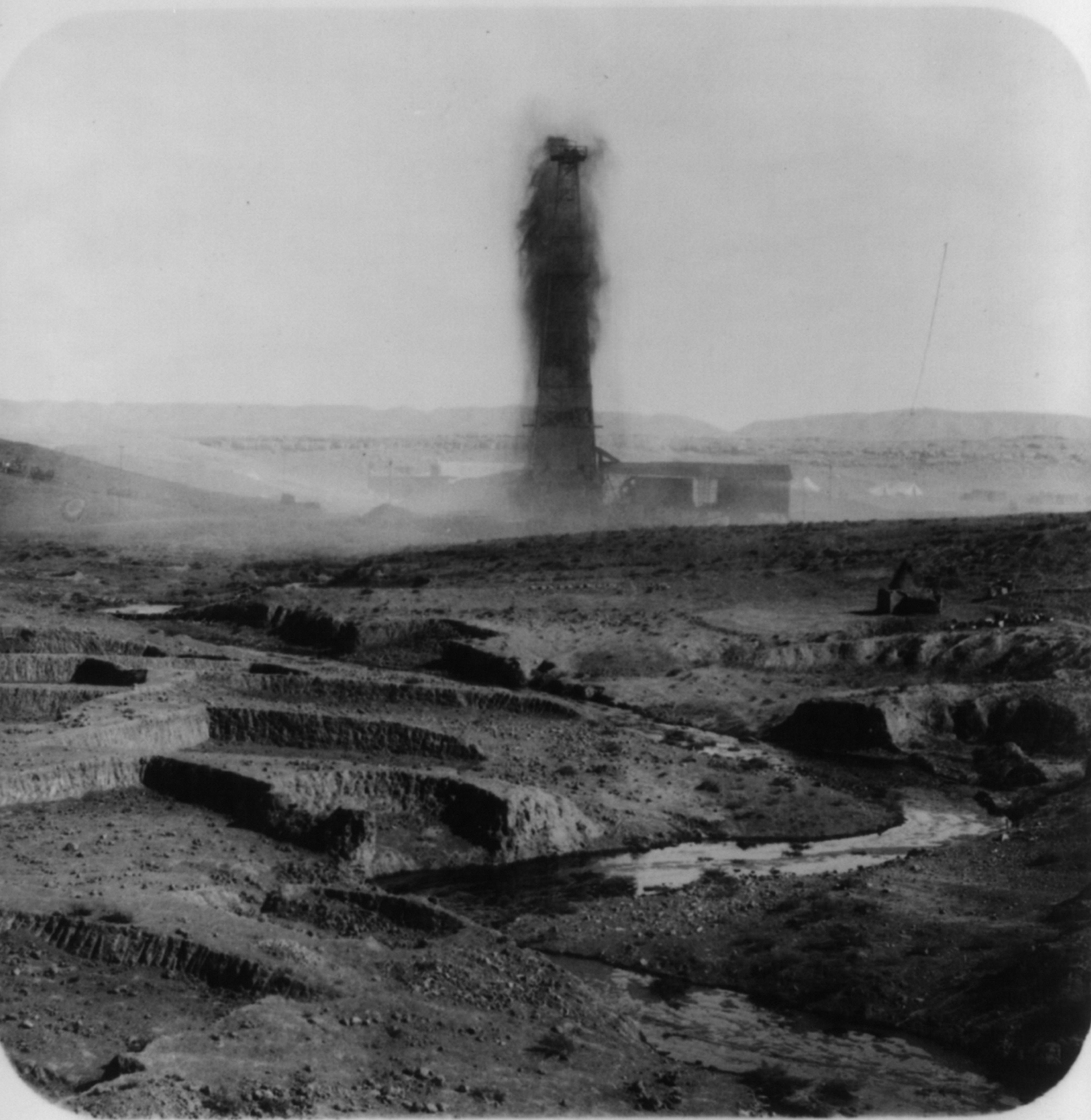
تدفق للنفط في حقل نفط بابا كركر في كركوك 1932

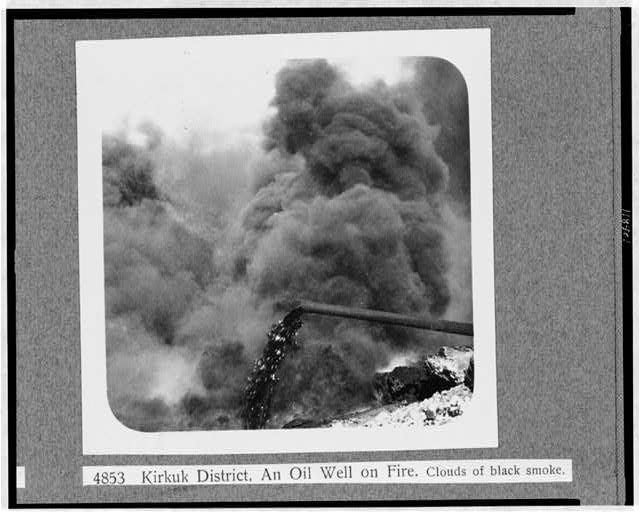
دخان يخرج من احتراق بئر نفط في كركوك 1932

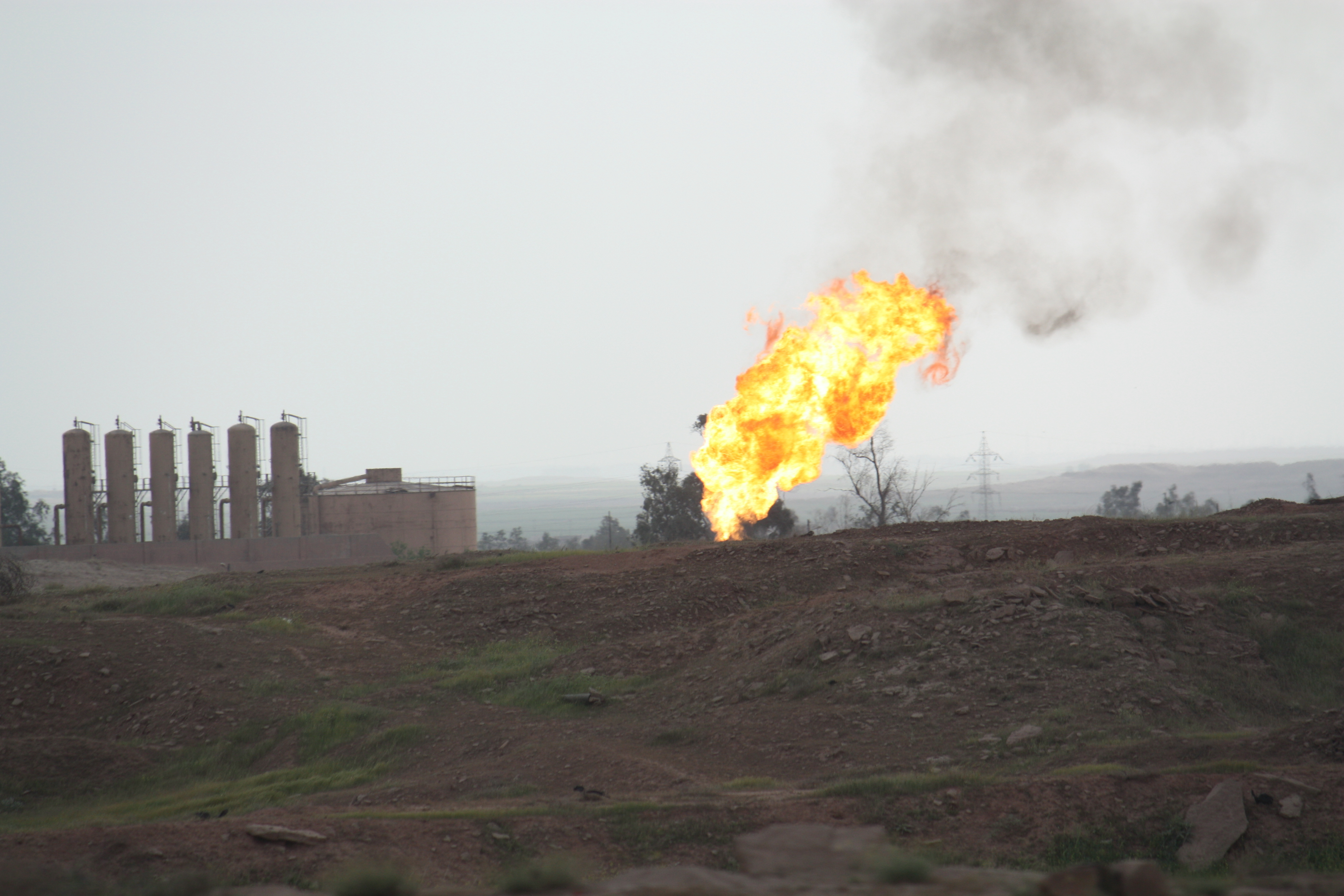
حقل نفط في كركوك

في عام 1927 حدث تدفق تلقائي عظيم للنفط في منطقة بابا كركر بالقرب من مدينة كركوك مما حدى بشركة نفط العراق بدء استخراج النفط بصورة منظمة من حقل بابا كركر في سنة 1934، علما بأن استخراج النفط كان يتم قبل هذا التاريخ بطرق بدائية. وتقدر كمية المخزون الاحتياطي لحقول النفط في كركوك بأكثر من 10 مليار برميل بقدرة إنتاجية قدرها 750 ألف برميل إلى مليون برميل يوميا.
يعتقد بعض الخبراء في مجال النفط أن الأساليب السيئة التي كانت تتبع لاستخراج النفط إبان حكم الرئيس العراقي الراحل صدام حسين في ظل سنوات الحصار أدت إلى أضرار قد تكون دائمة في حقول النفط في كركوك. أحد هذه الأساليب كانت إعادة ضخ النفط الفائض إلى حقول النفط مما أدى إلى زيادة لزوجة النفط وتردي نوعية نفط كركوك وقد تؤدي كذلك إلى صعوبة استخراج النفط في المستقبل.
منذ شهر أبريل 2003 إلى ديسمبر 2004 تعرضت حقول نفط كركوك إلى ما يقارب 123 ضربة تخريبية وكانت أشد هذه الضربات هي الموجهة إلى خط الأنابيب التي تنقل النفط إلى ميناء جيهان في تركيا. أدت تلك العمليات إلى خسائر بلغت المليارات بالدولار الأمريكي. إضافة إلى الأضرار الناتجة عن هذه العمليات التخريبية تعرضت البنية التحتية لإنتاج النفط إلى أعمال سلب ونهب إبان احتلال العراق 2003 الذي أطاح بحكم الرئيس العراقي السابق صدام حسين في أبريل 2003.
وإضافة إلى حقل بابا كركر العملاق تشتهر المدينة بحقول أخرى مثل حقل جمبور وحقل باي حسن الجنوبية وحقل باي حسن الشمالية وحقل آفانا وحقل نانة وا وحقل كيوي بور، تتميز حقول كركوك النفطية بغزارة إنتاجها وجودة نفطها فهو يعتبر من النفوط الخفيفة القياسية، يحتوي نفط كركوك على غاز H2S مما يستوجب معالجته قبل تهيئته للتصدير من خلال مجمع كبير متخصص لهذا الغرض. وتدير عمليات النفط شركة نفط الشمال الوريث الوطني لشركة نفط العراق IPC التي أممت عملياتها عام 1972.
توجد في كركوك في منطقة بابا كركر ظاهرة غريبة وهي اشتعال النار نتيجة خروج غازات من الأرض لوجود تكسرات في الطبقات الأرضية للحقل النفطي تسمى النار الأزلية.

## السياسة

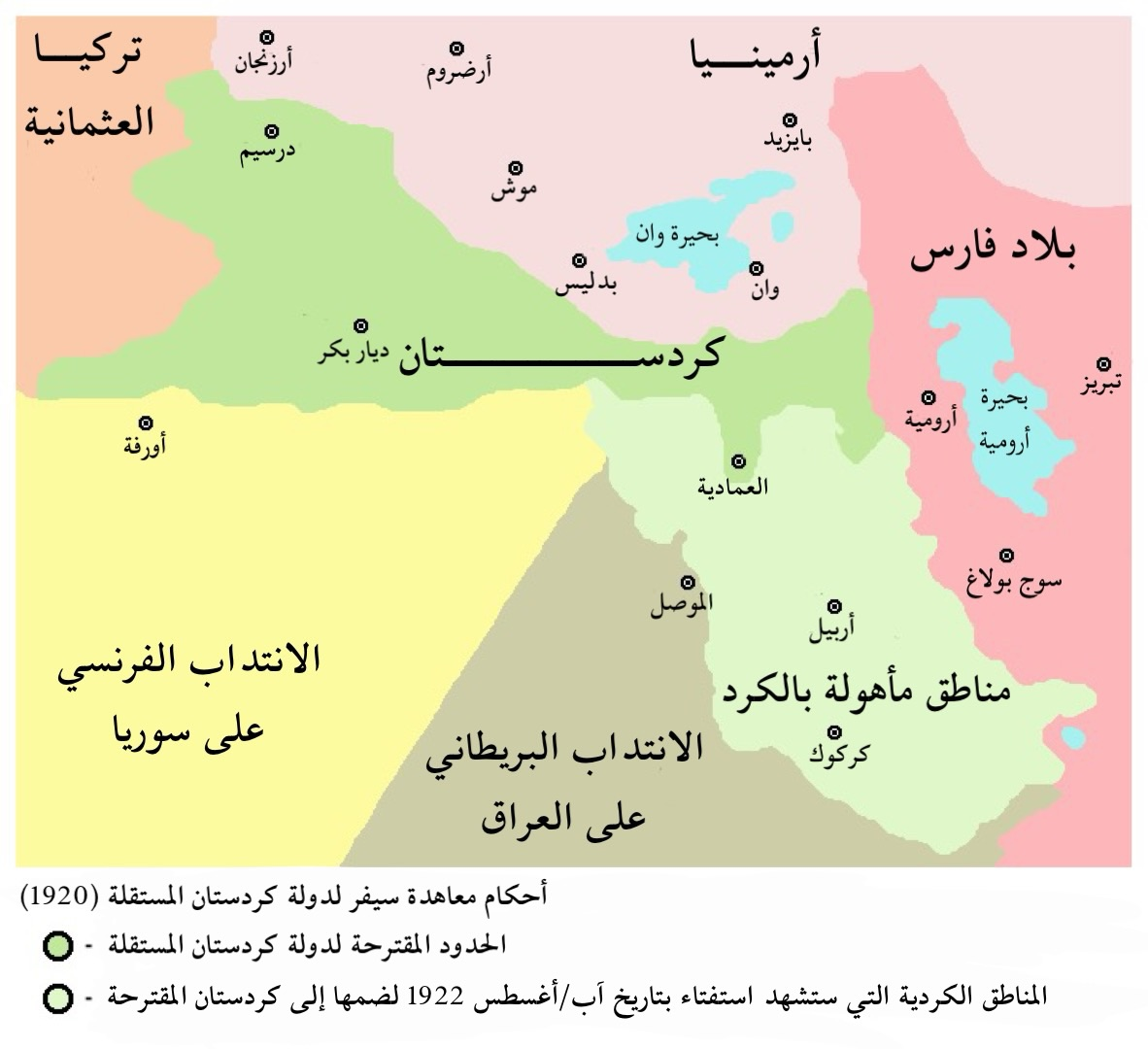
كركوك ضمن أحكام معاهدة سيفر لدولة كردستان المستقلة لعام 1920، تظهر كردستان المتفق عليها باللون الأخضر الغامق والفاتح

وفقًا لمعاهدة سيفر التي رسمت حدود الشرق الأوسط، بعد تقسيم الدولة العثمانية، خضعت المنطقة لحكم بريطانيا وفرنسا، في عام 1920، قُدم واتفق على اقتراح لتشكيل دولة كردستان ضمن الأراضي الكردية (لم تشمل المعاهدة إيران ومناطق نفوذ فرنسا (سوريا)، والتي قدمت تصورًا مبدئيًا على حدودها الرسمية، إلا أنه بعد معاهدة لوزان، ضُمت مناطق واسعة من دولة كردستان المقترحة إلى تركيا، ليفشل الكرد بعدها في تكوين دولة وتشهد المنطقة قرناً من الصراع.
تحت إشراف بول بريمر جرت أول انتخابات بلدية في مدينة كركوك في 24 مايو 2003 لاختيار أعضاء المجلس البلدي في المحافظة، حيث اختارت القوات الأمريكية 300 مندوب عن الأكراد والعرب والتركمان والكلدوآشوريين كمجمع انتخابي قام بانتخاب مجلس المدينة المكون من 30 عضواً، وجاءت هذه الخطوة في ظل مساع ترمي إلى تخفيف حدة التوتر العرقي السائد في المدينة.
وقد قررت القوات الأمريكية منح الطوائف الأربع نفس عدد المقاعد داخل المجلس الجديد، فتألف المجلس من ثلاثين عضوا، انتخب أربعة وعشرون منهم بمعدل ستة مقاعد لكل طائفة، وعين الأمريكيون ستة أعضاء «مستقلين».
توسع مجلس محافظة كركوك في جولته الثانية ليضم 41 عضواً، واختير الكردي عبد الرحمن مصطفى محافظاً واستقال من منصبه، فاختير نجم الدين كريم محافظا لكركوك، ووافق مجلس المدينة بأغلبية الثلثين على اختيار كلدوآشوري وتركماني وكردي كمساعدين للمحافظ.

### تعريب كركوك
في عام 1957م شكل الكرد غالبية سكان محافظة كركوك، لكن قام صدام حسين في عام 1977 بنقل مناطق كردية (جانب الادارية) من كركوك إلى السليمانية وأربيل.

### انتخابات مجلس النواب عام 2010
في هذه الانتخابات كان هنالك تنافس بين القوائم الانتخابية على 12 مقعدا حصلت القائمة العراقية على 6 مقاعد بعد حصولها على 211,336 صوتا، وهذه القائمة كانت تضم تحالفا بين العرب والتركمان وحصلت قائمة التحالف الكردستاني على العدد ذاته من المقاعد لكن بعدد أصوات أقل هو 206,542 صوت. وكان هنالك مقعد تعويضي للمكون المسيحي وكان من حصة قائمة الرافدين.

## مناخ
| البيانات المناخية لـكركوك (1976–2008) | البيانات المناخية لـكركوك (1976–2008) | البيانات المناخية لـكركوك (1976–2008) | البيانات المناخية لـكركوك (1976–2008) | البيانات المناخية لـكركوك (1976–2008) | البيانات المناخية لـكركوك (1976–2008) | البيانات المناخية لـكركوك (1976–2008) | البيانات المناخية لـكركوك (1976–2008) | البيانات المناخية لـكركوك (1976–2008) | البيانات المناخية لـكركوك (1976–2008) | البيانات المناخية لـكركوك (1976–2008) | البيانات المناخية لـكركوك (1976–2008) | البيانات المناخية لـكركوك (1976–2008) | البيانات المناخية لـكركوك (1976–2008) |
| الشهر                                 | يناير                                 | فبراير                                | مارس                                  | أبريل                                 | مايو                                  | يونيو                                 | يوليو                                 | أغسطس                                 | سبتمبر                                | أكتوبر                                | نوفمبر                                | ديسمبر                                | المعدل السنوي                         |
| ------------------------------------- | ------------------------------------- | ------------------------------------- | ------------------------------------- | ------------------------------------- | ------------------------------------- | ------------------------------------- | ------------------------------------- | ------------------------------------- | ------------------------------------- | ------------------------------------- | ------------------------------------- | ------------------------------------- | ------------------------------------- |
| متوسط درجة الحرارة الكبرى °م (°ف)     | 13.8 (56.8)                           | 15.7 (60.3)                           | 20.1 (68.2)                           | 26.3 (79.3)                           | 33.7 (92.7)                           | 39.8 (103.6)                          | 43.2 (109.8)                          | 42.8 (109.0)                          | 38.7 (101.7)                          | 31.4 (88.5)                           | 22.6 (72.7)                           | 15.8 (60.4)                           | 28.7 (83.6)                           |
| المتوسط اليومي °م (°ف)                | 9.1 (48.4)                            | 10.7 (51.3)                           | 14.6 (58.3)                           | 20.1 (68.2)                           | 26.7 (80.1)                           | 32.2 (90.0)                           | 35.4 (95.7)                           | 35.0 (95.0)                           | 31.0 (87.8)                           | 24.8 (76.6)                           | 16.9 (62.4)                           | 11.1 (52.0)                           | 22.3 (72.1)                           |
| متوسط درجة الحرارة الصغرى °م (°ف)     | 4.4 (39.9)                            | 5.7 (42.3)                            | 9.0 (48.2)                            | 13.8 (56.8)                           | 19.6 (67.3)                           | 24.5 (76.1)                           | 27.5 (81.5)                           | 27.1 (80.8)                           | 23.2 (73.8)                           | 18.1 (64.6)                           | 11.2 (52.2)                           | 6.3 (43.3)                            | 15.9 (60.6)                           |
| الهطول مم (إنش)                       | 68.3 (2.69)                           | 66.7 (2.63)                           | 57.3 (2.26)                           | 44.1 (1.74)                           | 13.4 (0.53)                           | 0.1 (0.00)                            | 0.2 (0.01)                            | 0.0 (0.0)                             | 0.7 (0.03)                            | 12.4 (0.49)                           | 39.1 (1.54)                           | 59.0 (2.32)                           | 361.3 (14.24)                         |
| متوسط أيام هطول الأمطار               | 11                                    | 11                                    | 11                                    | 9                                     | 5                                     | 0                                     | 0                                     | 0                                     | 0                                     | 5                                     | 7                                     | 10                                    | 69                                    |
| المصدر: WMO                           |                                       |                                       |                                       |                                       |                                       |                                       |                                       |                                       |                                       |                                       |                                       |                                       |                                       |

## أشخاص من كركوك
- يونس محمود
- فاضل العزاوي
- بكر صدقي
- صبيح نجيب العزي
- خالد كاكي
- سركون بولص
- خضر لطفي: (1880 - 23 يونيو 1959) شاعر.
- هجري دده: (1881 - 1952) شاعر وكاتب.
- رعد الكردي: قارئ

## معرض صور

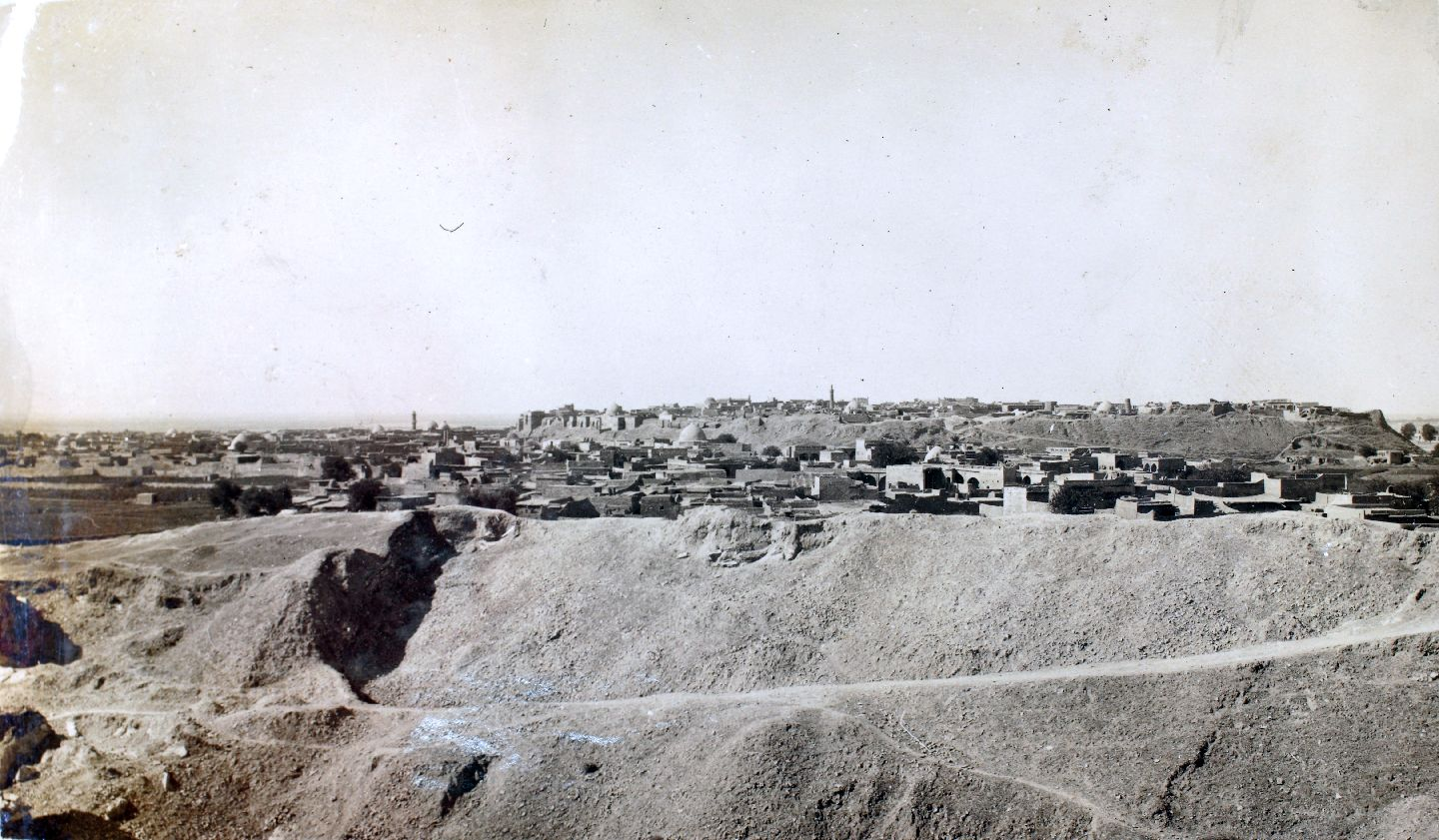
كركوك القديمة
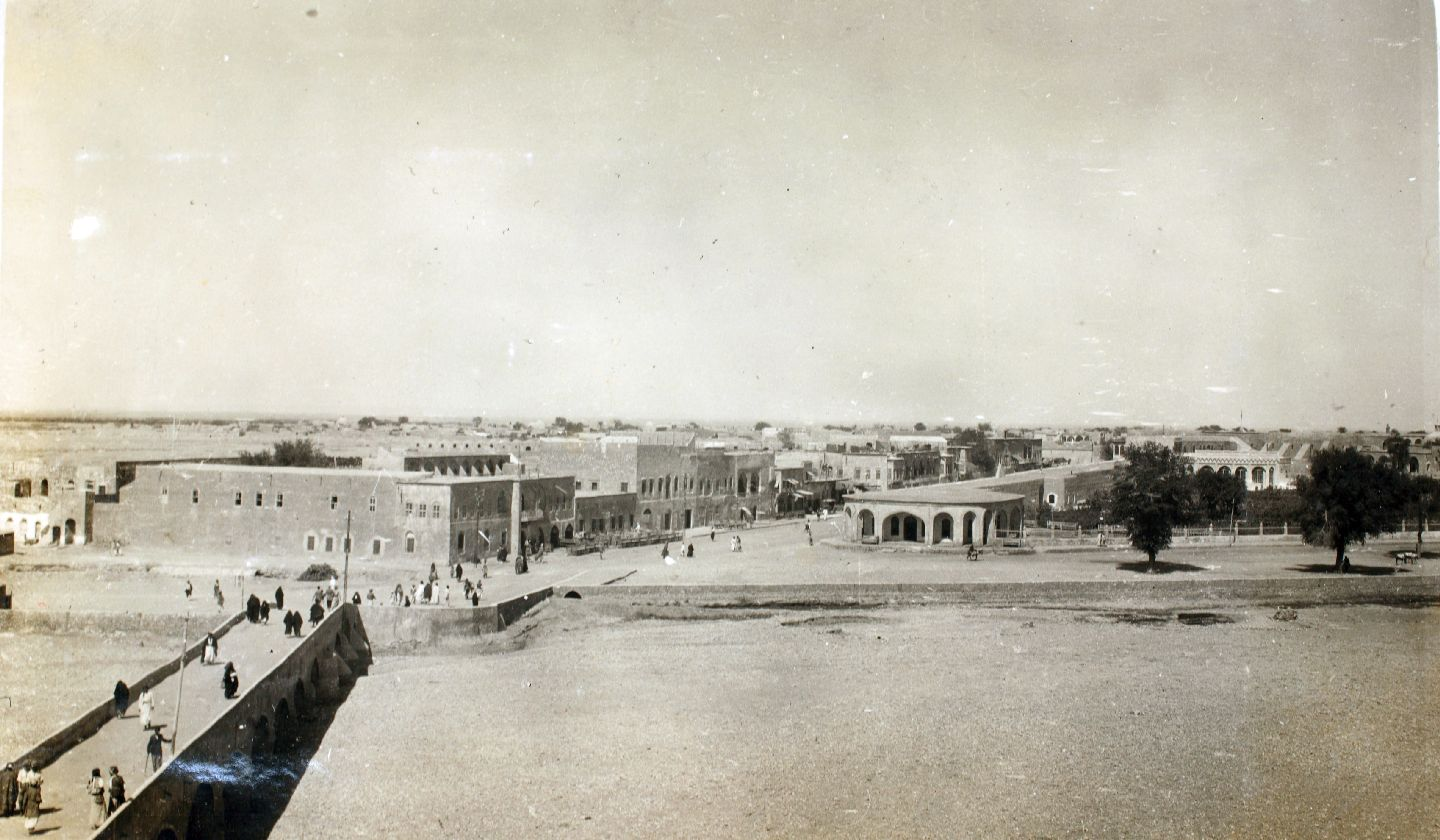
كركوك الجديدة
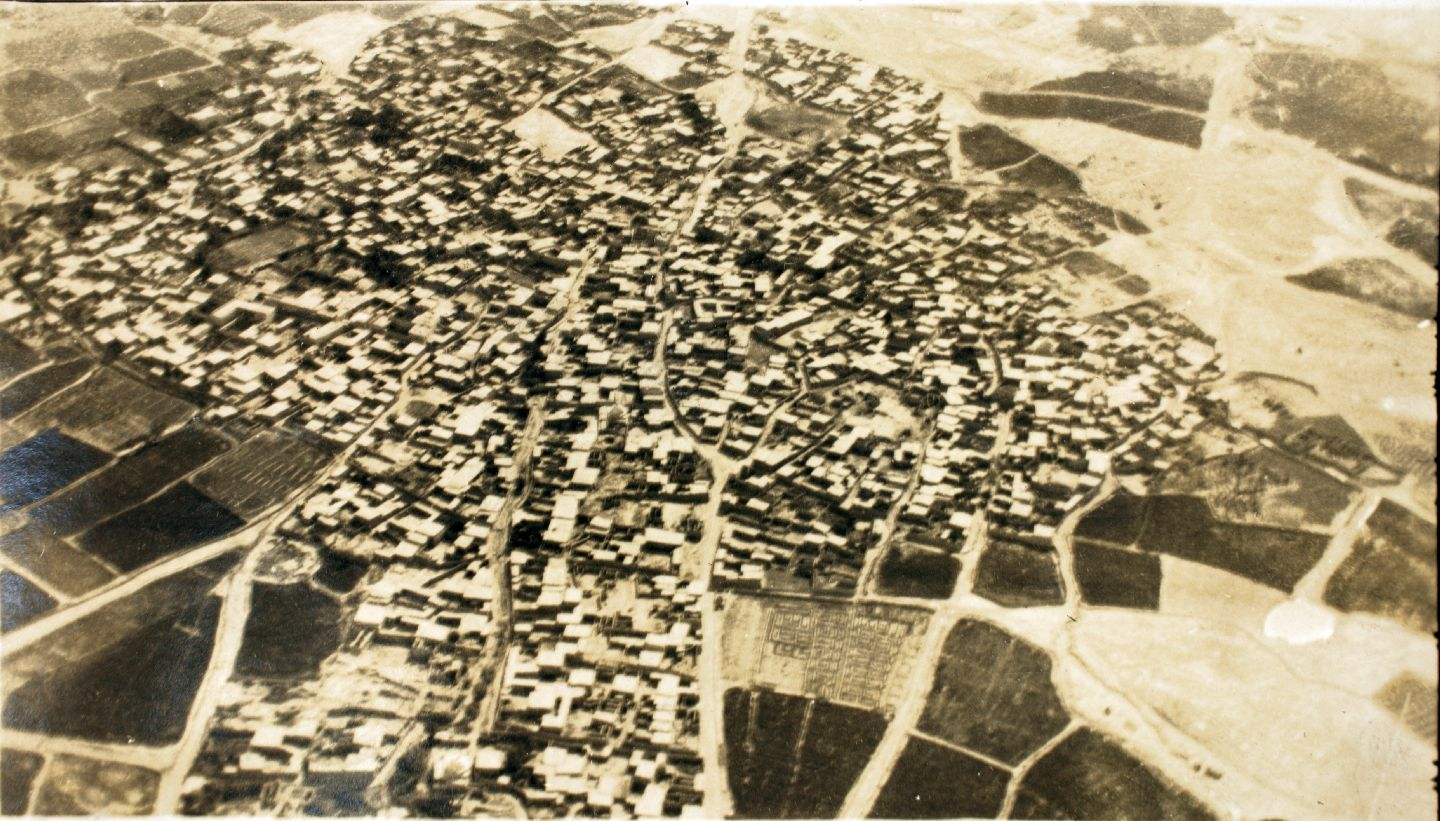
صورة جوية
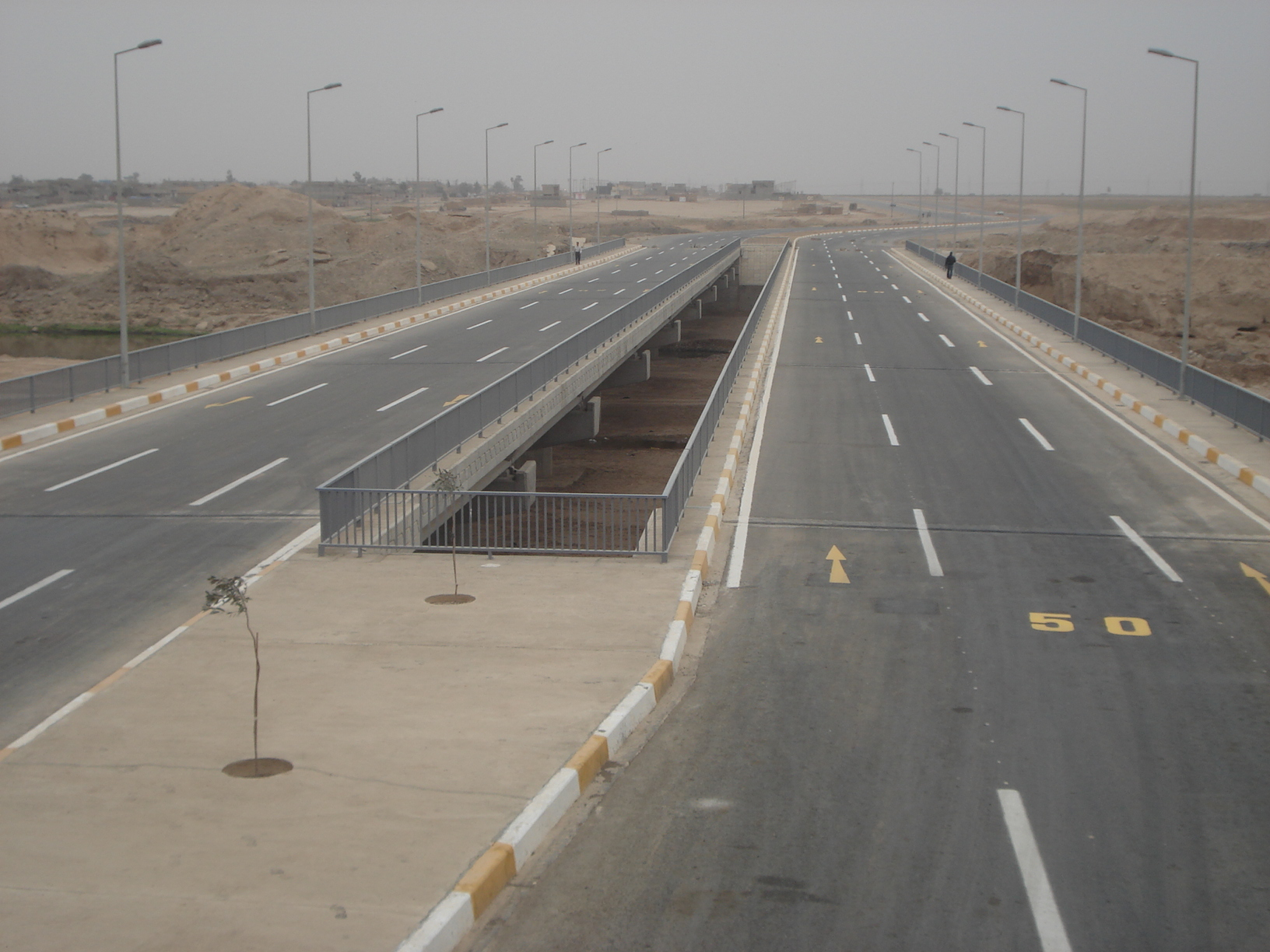
جسر